# NGC 2342
NGC 2342 (другие обозначения — UGC 3709, MCG 3-19-4, ZWG 86.7, KCPG 125B, IRAS07063+2043, PGC 20265) — спиральная галактика (Sc) в созвездии Близнецы.
Этот объект входит в число перечисленных в оригинальной редакции «Нового общего каталога».
NGC 2341 и NGC 2342 составляют пару взаимодействующих галактик. В галактиках наблюдается рентгеновское излучение в высокоэнергетическом диапазоне энергии 0,3 — 10 кэВ. Вероятно, оно возникает из-за приливного взаимодействия, которое приводит к более интенсивным процессам рождения звёзд в галактиках, а также к образованию активных ядер галактик.